# Мегді Монаджаті
Мегді Монаджаті (перс. مهدی مناجاتی, нар. 29 червня 1947, Тегеран) — іранський футболіст, що грав на позиції захисника. По завершенні ігрової кар'єри — тренер.
Виступав за клуб «ПАС Тегеран», а також національну збірну Ірану,у складі якої — володар Кубка Азії з футболу.

## Клубна кар'єра
У дорослому футболі дебютував 1966 року виступами за команду «ПАС Тегеран», кольори якої і захищав протягом усієї своєї кар'єри гравця, що тривала шістнадцять років. Двічі, у 1977 і 1978 роках, ставав у її складі чемпіоном Ірану.

## Виступи за збірну
1969 року дебютував в офіційних матчах у складі національної збірної Ірану.
У складі збірної був учасником кубка Азії з футболу 1972 року в Таїланді, де іранці здобули свій другий в історії титул чемпіонів Азії. Того ж 1972 року був учасником футбольного турніру на тогорічних Олімпійських іграх.
Загалом протягом кар'єри у національній команді, яка тривала 6 років, провів у її формі 15 матчів, забивши 1 гол.

## Кар'єра тренера
1989 року був призначений головним тренером Іран. Під його керівництвом команда провели три матчі в рамках відбору на ЧС-1990, здолавши збірну Таїланду і обмінявшись перемогами на власних полях зі збірною Японії. Саме японці стали переможцями відбіркової групи і вийшли до фінального раунду відбору, а тренера іранців було звільнено.
Згодом протягом 1999–2002 років працював з молодіжною збірною Ірану.

## Титули і досягнення
- Володар Кубка Азії (1): 1972